# Ahvenjärvi (Jukkasjärvi socken, Lappland, 749907-173238)
Ahvenjärvi är en sjö i Kiruna kommun i Lappland och ingår i Kalixälvens huvudavrinningsområde. Sjön har en area på 0,0733 kvadratkilometer och ligger 366 meter över havet.

## Delavrinningsområde
Ahvenjärvi ingår i det delavrinningsområde (749786-173256) som SMHI kallar för Ovan VDRID = Lintujoki i Kalixälvens vattendragsy*. Medelhöjden är 362 meter över havet och ytan är 6,42 kvadratkilometer. Räknas de 327 avrinningsområdena uppströms in blir den ackumulerade arean 5 704,03 kvadratkilometer. Avrinningsområdets utflöde Kalixälven (Kaitumälven) mynnar i havet. Avrinningsområdet består mestadels av skog (54 procent) och sankmarker (28 procent). Avrinningsområdet har 1,17 kvadratkilometer vattenytor vilket ger det en sjöprocent på 18,2 procent.